# NGC 4487
NGC 4487 este o intermediate spiral galaxy⁠(d) situată în constelația Fecioara. A fost descoperită în 1789 de către William Herschel. Se află la o distanță de 12,3 megaparseci de Pământ.